# 奥さん!2時です
『奥さん!2時です』（おくさん にじです）は、毎日放送 (MBS) と東京12チャンネル（現・テレビ東京）が共同製作した主婦向けのワイドショーである。
当記事では、その前身となる『ファミリースタジオ』→『ファミリースタジオ230』も紹介する。

## 概要
毎日放送は、1967年10月16日よりワイドショー番組『ファミリースタジオ』（14時からの1時間枠で放送）を関西ローカルで独自編成していたが、これを当時再建中で毎日放送が筆頭株主 でもある東京12チャンネルと共同の主婦向けワイドショー番組に改編する形で1970年4月2日より『ファミリースタジオ230』（放送枠は14時30分 - 15時25分）として放送を開始。番組は月・火・水曜が大阪・毎日放送発、木・金曜は東京12チャンネル発という形を取った。
これをさらに1970年10月から2時開始にしたのが、この『奥さん!2時です』である。東京版は歌手の江利チエミを、大阪版は桂三枝（後の6代目桂文枝）、笑福亭仁鶴、森乃福郎を曜日別のメイン司会に、毎日放送アナウンサーの藤本永治を進行役に起用。主婦向けの生活情報やゲストとのインタビューを楽しんだ。
1975年3月30日のネットチェンジによる系列局整理で、毎日放送はこれまでのANN（NET系列）/東京12チャンネルの変則クロスネットを解消し、JNN（TBS系列）に統一 したため、形式上発展解消という形で終了した。
一方の東京12チャンネルは、近畿地方での実質的な系列局となっていた近畿放送テレビ（現：京都放送　愛称：KBS京都）とサンテレビとの共同製作番組『こんにちは!奥さん2時です』を放送することになった。なお、近畿放送版/サンテレビ版は出演者・スタッフの一部『奥さん!2時です』に関わっており、実質的に製作局を変えた続編という位置づけにもなった。

## 司会者

### 『ファミリースタジオ』時代
- 藤本永治、永井怜子

### 『ファミリースタジオ230』時代
- 久里千春、桂三枝（毎日放送製作版：月曜担当）
- 小山明子、月亭可朝（同上：火曜担当）
- ロミ・山田、笑福亭仁鶴（同上：水曜担当）
- 藤本永治（毎日放送製作版：月曜 - 水曜進行役）
- 野添ひとみ、ダークダックス（東京12チャンネル製作版：木曜・金曜担当）

### 『奥さん!2時です』時代
- 藤本永治（毎日放送製作版（月曜 - 水曜）：進行役、1970年10月 - 1974年3月）
- 桂三枝（同上：月曜メイン司会、1970年10月 - 1975年3月）
- 笑福亭仁鶴（同上：火曜メイン司会、1970年10月 - 1975年3月）
- 森乃福郎（同上：水曜メイン司会、1970年10月 - 1974年3月）
- 浜村淳（同上：水曜メイン司会、1974年4月 - 1975年3月）
- 桂文珍（同上：進行役、1974年4月 - 1975年3月）
- 石川豊子（同上：進行役、1974年4月 - 1975年3月）
- 江利チエミ（東京12ch製作版（木曜・金曜）：初代メイン司会、1970年10月 - 1972年2月）
- 木暮実千代（同上：2代目メイン司会、1972年3月 - 1974年3月）
- 川口浩（同上：3代目メイン司会、1974年4月 - 1975年3月）
- 岡野忠元（同上：江利のアシスタント役、1970年10月 - 1972年2月）
- 砂川啓介（同上：木暮のアシスタント役<初代>、1972年3月 - 降板時期不明）
- 三笑亭夢楽（同上：木暮のアシスタント役<2代目>、登板時期不明 - 1974年3月）

## 放送時間
いずれも日本標準時。

### 『ファミリースタジオ』時代
- 月曜 - 金曜 14:00 - 15:00 （1967年10月16日[1] - 1970年3月30日）

### 『ファミリースタジオ230』時代
- 月曜 - 金曜 14:30 - 15:25（1970年4月2日 - 1970年9月30日）

### 『奥さん!2時です』時代
- 月曜 - 金曜 14:00 - 15:00 （1970年10月1日 - 1974年9月3日）
- 月曜 - 金曜 14:00 - 14:55 （1974年9月4日 - 1975年3月28日）

## ネット局

### 『奥さん!2時です』時代
- 毎日放送（月・火・水曜制作局）
- 東京12チャンネル（木・金曜制作局）
- 北海道テレビ（1972年4月10日より放送開始。1974年3月22日で打ち切り[2][注 4]）
- 東北放送
- 石川テレビ[3]
- 名古屋テレビ
  - 中京地区では、当時東京12チャンネルの再建にも当たった日本経済新聞社が出資で、毎日放送（MBS）とともに多くの東京12チャンネルの番組をネットした中京テレビ放送（当時NET系列主体で日本テレビと東京12チャンネルとのトリプルクロスネット局、1973年4月以降は日テレ系列単独局）ではなく、当番組のネット開始当初からMBSと同じNET系列との繋がりだった名古屋テレビ（当時日本テレビ系列主体でNET系列とのクロスネット局）で放送した。この放送開始に伴い、2時間遅れで放送した『アフタヌーンショー』は中京テレビに移動し正午からの同時ネットとなった。1973年4月の名古屋テレビと中京テレビの単独ネット一本化整理[注 5]以降も名古屋テレビで引き続き放送したが、大阪のMBSと朝日放送との腸捻転解消ネットチェンジ後にスタートした2つの後継番組『こんにちは!奥さん2時です』（東京12チャンネル・近畿放送・サンテレビ共同制作）・『スタジオ2時』（MBS制作・一部のJNN系ネット）とも名古屋テレビ・中京テレビ・中部日本放送（現・CBCテレビ）・東海テレビの全在名局、岐阜放送・三重テレビの独立局[注 6]ともにネットせず、『奥さん!2時です』をネットした名古屋テレビはTBS系列からNET系列にネットチェンジしたばかりの朝日放送制作『ワイドショー・プラスα』（腸捻転当時のCBCでは未放送）を初ネット、元来東京12チャンネルと関係があった中京テレビはドラマ再放送などの自主編成で繋いだ後、1977年頃から読売テレビ制作『ワイドショー今』→『2時のワイドショー』をネット受けした。一方、『スタジオ2時』をネットしないCBCテレビはドラマ再放送の自主編成を継続、東海テレビもフジ系の『ひらけ!ポンキッキ』『東海奥さまニュースFNN（「FNN奥さまニュース」の改題）』の同時ネット放送を継続した。
- 山陽放送（当時の放送対象地域は岡山県のみ。1972年3月に打ち切り）
- 岡山放送（当時の放送対象地域は岡山県のみ。1972年4月に山陽放送から移行したが、1973年6月に打ち切り）
  - 岡山放送の開局後も山陽放送にて番組を継続したが、その当時TBS系列内だった朝日放送からの『ワイドショー・プラスα』ネットのため1972年4月改編で打ち切り、腸捻転解消後の『スタジオ2時』からMBSとのネットを再開した。本番組の移行を受けた岡山放送は、フジテレビの『FNN奥さまニュース』を放送するために14時45分で飛び降りていた。その後、フジテレビの『ひらけ!ポンキッキ』を同時ネットするため、1973年6月に番組ネットを打ち切った[4]。また放送対象地域統合前の瀬戸内海放送（当時の放送対象地域は香川県のみ）は、時差ネットまたは再放送枠確保の関係から本番組をネットしなかった。腸捻転の解消後、『ワイドショー・プラスα』は瀬戸内海放送がネットした。
- 中国放送
  - 広島ホームテレビ開局前から放送していた『アフタヌーンショー』（14時からの時差放送）の、1970年10月の広島ホームテレビへの放送系列移動（10月・11月は試験放送扱い。12月1日に正式開局）[注 7] に合わせて放送開始。当時系列内だった朝日放送からの『ワイドショー・プラスα』ネットのため1972年4月改編で打ち切り、腸捻転解消後の『スタジオ2時』から毎日放送とのネットを再開した。広島ホームテレビはNET系のみならず、広島テレビの編成から漏れた日本テレビ・フジテレビの番組を編成していた関係上[注 8]、時差ネット・再放送枠確保の関係から放送を見送り、中国放送から『ワイドショー・プラスα』の移行を受けるまでこの時間帯を再放送・映画やゴールデンタイムNET系列番組の先行または遅れネットなどの自主編成で繋いだ。
- テレビ山口
  - フジテレビの『奥さまニュース』を放送するため、14時45分で飛び降り。[注 9]
- テレビ高知
- テレビ愛媛
- 九州朝日放送
- テレビ大分

※地方のネット局のうち、北海道テレビ・名古屋テレビ・岡山放送・テレビ山口・九州朝日放送・テレビ大分は毎日放送がかつて属していたNET（テレビ朝日）系列、石川テレビ・テレビ愛媛はフジテレビ系列 で、それ以外の局は毎日放送が1975年3月31日から属しているTBS系列の局である。ただし本番組放送当時の名古屋テレビ（1973年3月まで日本テレビ系列にも加盟）・岡山放送（他にフジテレビ系列）・テレビ山口（他にフジテレビ・TBS系列）・テレビ大分（他に日本テレビ・フジテレビ系列）は、他系列とのクロスネット局であった。